# Kazimierz Grzybowski (1915–2003)
Kazimierz Grzybowski ps. Zapalnik, Łagodny, Szary (ur. 1 sierpnia 1915 roku w Parzniewicach w powiecie piotrkowskim, zm. w 2003 roku) – dowódca jednego z oddziałów  III Komendy Konspiracyjnego Wojska Polskiego, żołnierz Armii Krajowej.

## Życiorys
Był leśniczym w Woli Grzymalinej. Po zakończeniu okupacji hitlerowskiej wyjechał do Gdańska-Oliwy w obawie przed represjami ze strony funkcjonariuszy UB. Aresztowany, po zwolnieniu z gdańskiego aresztu, powrócił w strony rodzinne. W marcu 1946 roku wstąpił do KWP, po nawiązaniu łączności z dowódcą Komendy Powiatowej Żniwiarka por. Janem Rogólką Grotem. Otrzymał wówczas zadanie zorganizowania oddziału Służby Samoobrony i Ochrony Społeczeństwa na terenie gmin Łękawa i Bełchatówek. Oddział „Zapalnika” podlegał komendantowi powiatowemu Władysławowi Kuśmierczykowi Longinusowi, a następnie Wiesławowi Janusiakowi Prawdzicowi.  Po zlikwidowaniu I Komendy KWP w maju 1946 roku, oddział Grzybowskiego przejął ciężar walk.
Kazimierz Grzybowski Zapalnik ujawnił się w 1959 roku.